# Montañas Baiu

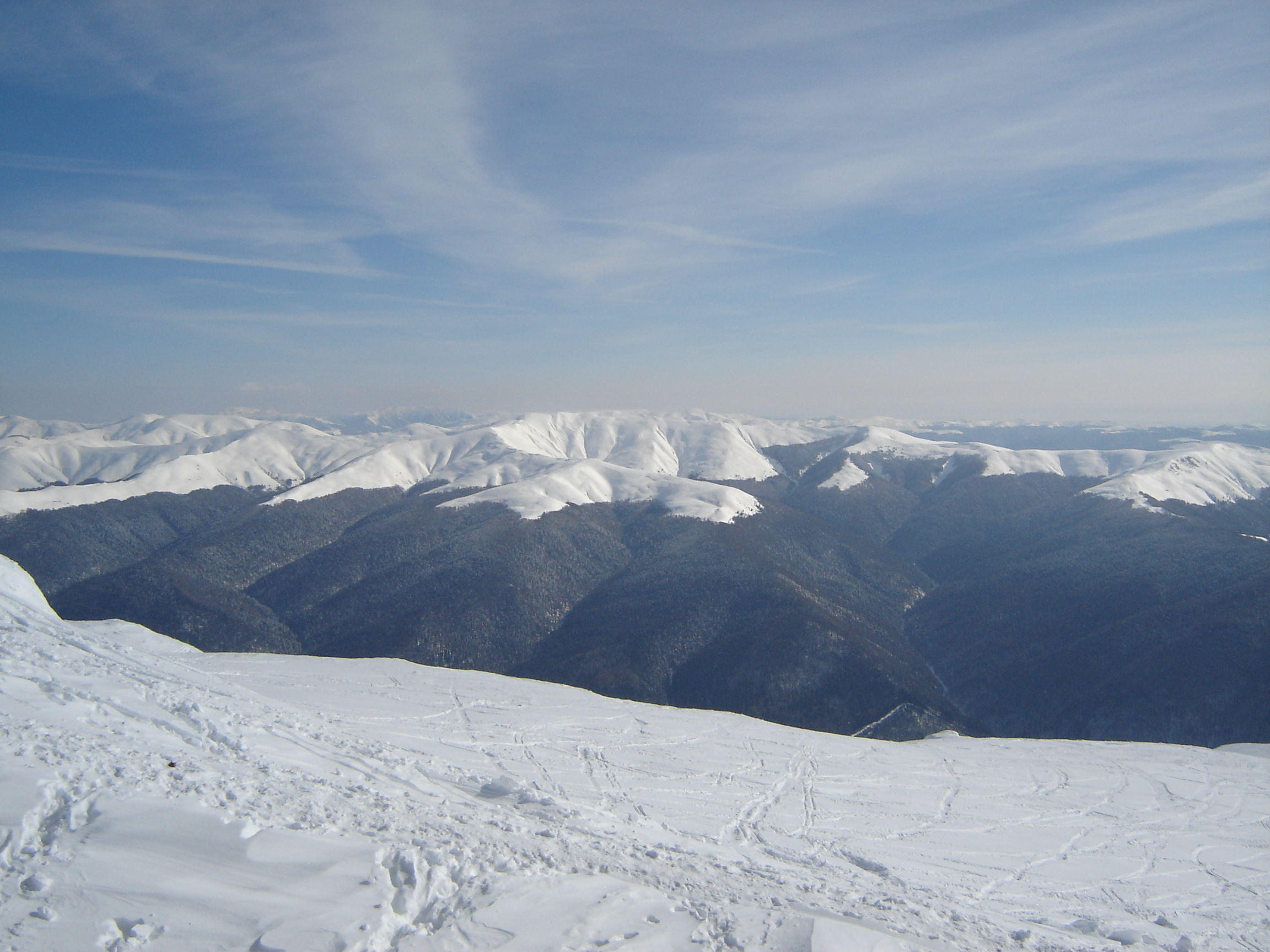
Montañas Baiului

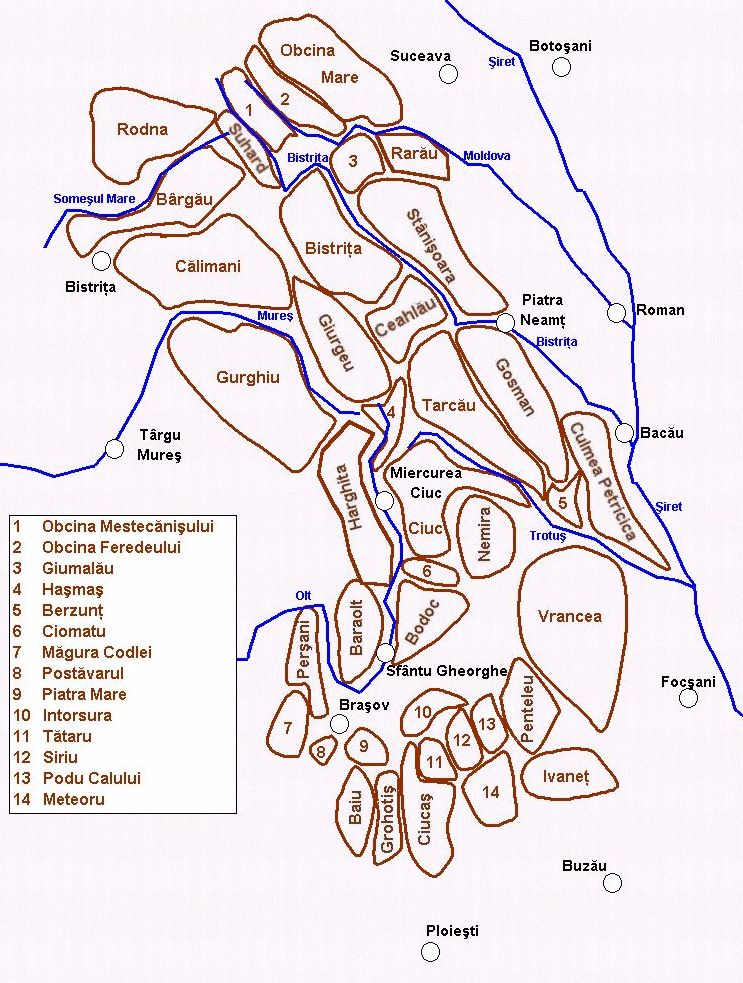
Mapa de los Cárpatos orientales, con Baiu en el extremo suroeste

Las montañas de Baiu, en rumano: Munții/Muntele Baiu/Baiul/Baiului/Munții Gârbova, en húngaro: Baj-hegység) son montañas situadas en el centro de Rumanía, a pocos kilómetros al sur de Brașov.
Dentro de la clasificación tradicional rumana, las montañas Baiu pertenecen a los subcárpatos. Según las divisiones geológicas de los Cárpatos, pertenecen a los Cárpatos Orientales Exteriores .
Las montañas Baiu van desde el valle del Azuga en el norte y hasta las gargantas de Posada en el sur, y desde el valle de Doftana en el este hasta el valle del Prahova en el oeste. Las montañas tienen una elevación promedio de 1110 m y una altura máxima de 1923 m en el pico Neamțu, que cubre un área de aproximadamente 300 km².
Las montañas Baiu se encuentran inmediatamente al sur de las montañas Gârbova, una larga cresta que va de norte a sur.